# SEAL Team
SEAL Team  é uma série de televisão estadunidense criada por Benjamin Cavell. Ela foi exibida pela CBS desde 27 de setembro de 2017.
A série segue uma unidade de elite do SEAL Team Six, estrelada por David Boreanaz, Max Thieriot, Jessica Paré, Neil Brown Jr., A.J. Buckley e Toni Trucks. SEAL Team recebeu um pedido-piloto da CBS em janeiro de 2017 e recebeu uma encomenda em maio de 2017. A série recebeu um pedido de temporada completa em 12 de outubro de 2017, elevando a primeira temporada a um total de 22 episódios.
Em 27 de março de 2018, a série foi renovada para uma segunda temporada.
Em 9 de maio de 2019, a série foi renovada para uma terceira temporada, que teve sua estreia em 2 de outubro de 2019.
Em maio de 2020, a série foi renovada para uma quarta temporada, que estreou em 2 de dezembro de 2020.

## Enredo
A série acompanha a Bravo Team, uma sub-unidade do Grupo de Desenvolvimento de Guerra Especial Naval dos Estados Unidos (United States Naval Special Warfare Development Group, ou DEVGRU), a unidade de elite dos SEALs da Marinha, que planejam e realizam missões perigosas em todo o mundo com pouca atenção e o ônus sobre eles e suas famílias.

## Elenco
| Ator           | Personagem           | Temporadas | Temporadas | Temporadas | Temporadas | Temporadas | Temporadas |
| Ator           | Personagem           | 1ª         | 2ª         | 3ª         | 4ª         | 5ª         | 6ª         |
| -------------- | -------------------- | ---------- | ---------- | ---------- | ---------- | ---------- | ---------- |
| David Boreanaz | Jason Hayes          | Principal  | Principal  | Principal  | Principal  | Principal  | Principal  |
| Max Thieriot   | Clay Spenser         | Principal  | Principal  | Principal  | Principal  | Principal  | Principal  |
| Jessica Paré   | Amanda "Mandy" Ellis | Principal  | Principal  | Principal  | Principal  | Principal  | Principal  |
| Neil Brown Jr. | Raymond "Ray" Perry  | Principal  | Principal  | Principal  | Principal  | Principal  | Principal  |
| A. J. Buckley  | Sonny Quinn          | Principal  | Principal  | Principal  | Principal  | Principal  | Principal  |
| Toni Trucks    | Lisa Davis           | Principal  | Principal  | Principal  | Principal  | Principal  | Principal  |
| Judd Lormand   | Eric Blackburn       | Recorrente | Principal  | Principal  | Principal  | Principal  | Principal  |